# Papežská neomylnost

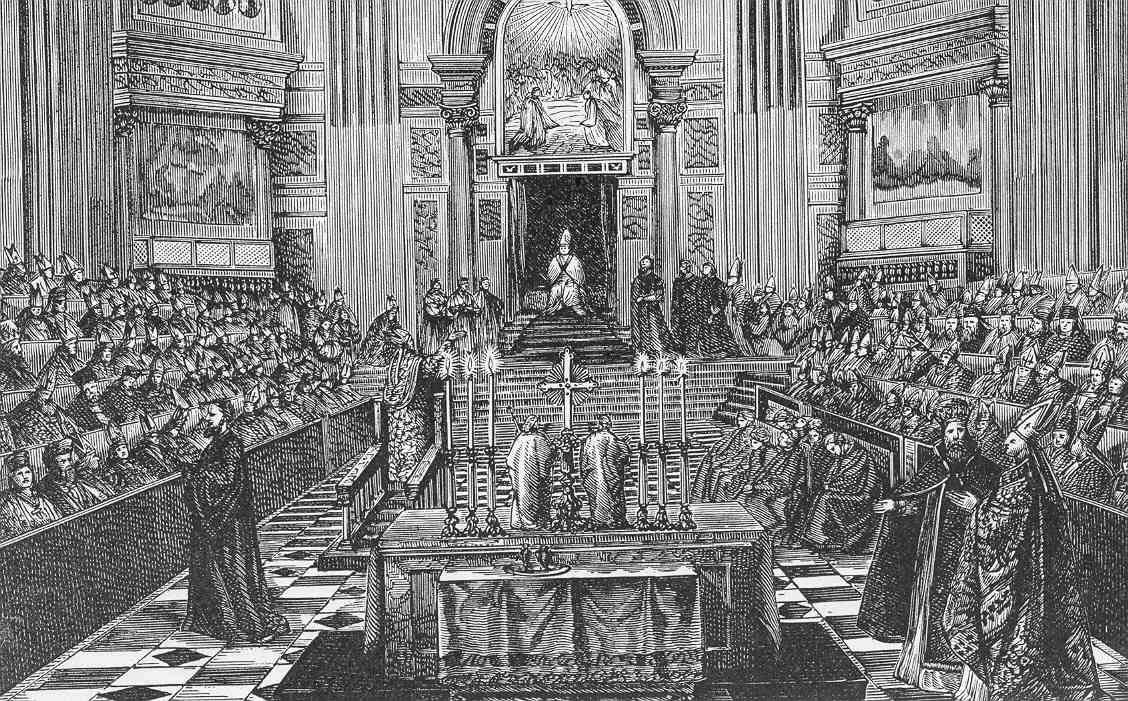
První vatikánský koncil

Papežská neomylnost je v katolické teologii dogmatem, které tvrdí, že papeži coby římskému biskupovi přísluší neomylnost, „když s konečnou platností vyhlašuje nauku o víře a mravech jako nejvyšší pastýř a učitel všech věřících křesťanů, který své bratry povzbuzuje ve víře“ (Druhý vatikánský koncil, Lumen gentium 25).

## Historie
Implicitní víra v církev sahá do daleké minulosti, avšak dogmaticky byl tento názor vyjádřen až Prvním vatikánským koncilem roku 1870 v dogmatické konstituci Pastor aeternus. V katolické teologii představuje papežská neomylnost jeden ze způsobů, jakými je v církvi garantována Duchem Svatým neporušenost nauky.
Vyhlášení dogmatu bylo přijato velmi odmítavě nekatolickou veřejností, a i mezi katolíky byly reakce různé — někteří jej přijali s nadšením, jiní nadšeni nebyli a odpor dalších vedl až k odštěpení starokatolické církve.
Ideu papežské neomylnosti nikdy neuznávaly pravoslavné církve. Pravoslavní křesťané jsou přesvědčeni, že celé první tisíciletí po Kristu nic takového v Církvi neexistovalo. Podle názoru pravoslavných[zdroj?] uzurpuje dogmatem o neomylnosti římský papež postavení, které má v Církvi pouze Duch Svatý.

## Znění dogmatu
| „ | Učíme a definujeme jako Bohem zjevené dogma: když římský pontifex mluví ex cathedra, to jest když vykonávaje službu pastýře a učitele všech křesťanů definuje svou nejvyšší apoštolskou autoritou nauku o víře nebo mravech, kterou má dodržovat celá církev, pak se s pomocí Boží, přislíbenou mu ve svatém Petru, těší oné neomylnosti, jíž chtěl mít božský Vykupitel vybavenu svou církev, když bude definovat nauku o víře nebo mravech; proto jsou definice téhož římského pontifika samy sebou, nikoli na základě souhlasu církve, nezměnitelné. | “ |

## Využití
Dogma o papežské neomylnosti v žádném případě neznamená, že by kterýkoli osobní názor papeže byl považován za oficiální a závazné stanovisko celé církve. Ve skutečnosti bylo dogma o papežské neomylnosti až dosud (2023) v praxi uplatněno pouze jedenkrát, a to při vyhlášení dogmatu o nanebevzetí Panny Marie papežem Piem XII. dne 1. listopadu 1950.